# Pavel Valoušek
Pavel Valoušek mladší (* 19. dubna 1979, Otrokovice) je český automobilový závodník, mistr České republiky v rally z roku 2010 se Škodou Fabií S2000 s podporou Škody Motorsport a mistr Slovenské republiky v rally z roku 2016. Jeho otec Pavel Valoušek starší je také závodník, který jezdil v letech 1983-1994, avšak od roku 1995 po současnost jel pouze třikrát.

## Kariéra

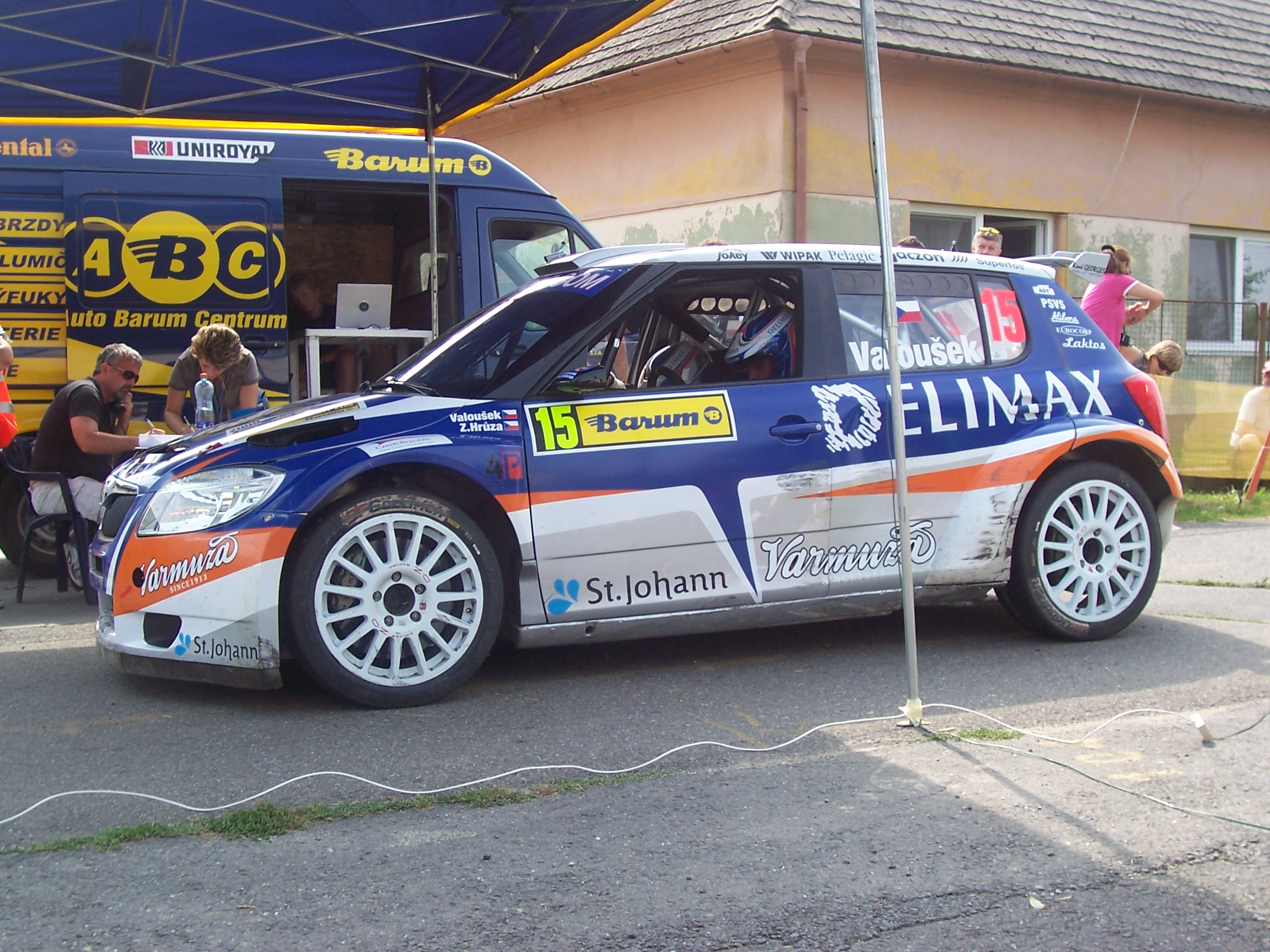
Valoušek s Fabií S2000 na Barum Rallye

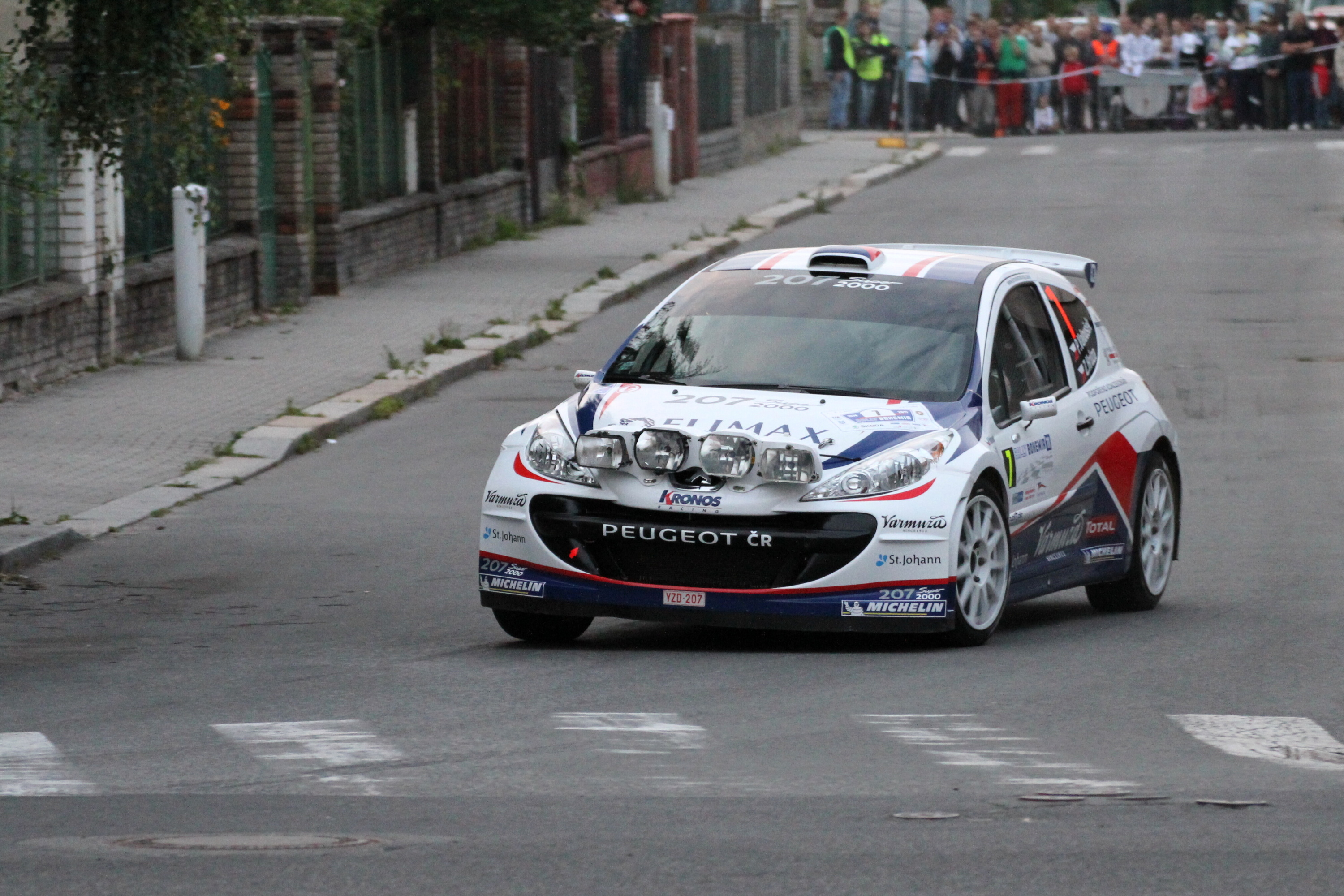
Valoušek s Peugeotem 207 S2000 na Rallye Bohemia 2011

V rallye závodí od roku 2000 a jeho prvním závodem byla Rallye Šumava 2000. Od sezony Mezinárodní mistrovství České republiky v rallye 2003 startoval s vozem Toyota Corolla WRC za Barum Rally Team. Získal druhé místo na Rallye Český Krumlov 2003 a Rallye Bohemia 2003. Když vstoupily v platnost omezení pro vozy WRC, přestoupil na vůz Suzuki Ignis S1600 a začal častěji startovat na závodech Mistrovství Evropy. Zúčastnil se i několika závodů Mistrovství světa v rallye 2005 a Mistrovství světa v rallye 2006 v juniorské kategorii. V šampionátu Mezinárodní mistrovství České republiky 2008 skončil s vozem Mitsubishi Lancer EVO IX na třetím místě. V sezoně Mezinárodní mistrovství České republiky 2010 se stal jezdcem týmu Škoda Delimax, který byl podporován továrním týmem Škoda Motorsport a s vozem Škoda Fabia S2000 získal titul mistra republiky. V sezoně Mezinárodní mistrovství České republiky 2011 byla spolupráce s továrním týmem ukončena, Delimax získal podporu týmu Kronos napojeného na tovární Peugeot Sport a Valoušek startoval s vozem Peugeot 207 S2000.
V sezónách 2014 – 2016 startoval za slovenský MM Rally Team Archivováno 31. 3. 2017 na Wayback Machine. zejména na závodech Majstrovstvá Slovenskej republiky v rally.

## Sezona 2012
| Šampionát        | Závod                        | Umístění          | Auto              |
| ---------------- | ---------------------------- | ----------------- | ----------------- |
| MMČR/ME/Rakousko | Internationale Jänner Rallye | 6. místo          | Peugeot 207 S2000 |
| MMČR             | Valašská Rally               | 5. místo          | Peugeot 207 S2000 |
| EU střed         | Rally Saturnus               | místo             | Peugeot 207 S2000 |
| MMČR             | Rallye Český Krumlov         | Ulomené kolo      | Peugeot 207 S2000 |
| MMČR             | Rally Hustopeče              | 4. místo          | Peugeot 207 S2000 |
| MMČR             | Raly Bohemia                 | Soutěž zrušena    | Peugeot 207 S2000 |
| VP               | Rally Kostelec nad Orlicí    | 5. místo          | Peugeot 207 S2000 |
| IRC / ME / MMČR  | Barum Czech Rally Zlín       | Odstoupil - Motor | Peugeot 207 S2000 |
| MMČR             | Rally Příbram                | Havárie           | Peugeot 207 S2000 |
| Rakousko         | Rallye Waldviertel           | místo             | Peugeot 207 S2000 |
| Volný podnik     | RallyShow Uherský Brod       | Soutěž zrušena    | Peugeot 207 S2000 |

## Nejlepší umístění
| Šampionát       | Závod                            | Umístění           | Auto                     |
| --------------- | -------------------------------- | ------------------ | ------------------------ |
| MS              | Corona Rally Mexico 2005         | 19. místo          | Suzuki Ignis S1600       |
| MMČR            | Sheron Valašská Rally 2010       | místo              | Škoda Fabia S2000        |
| MČR Sprintrally | Rally Krkonoše 2009              | místo              | Mitsubishi Lancer Evo IX |
| IRC             | Barum Czech Rally Zlín 2010      | místo              | Škoda Fabia S2000        |
| ME              | Barum Rally Zlín 2005            | 10. místo          | Suzuki Ignis S1600       |
| PWRC            | Uddeholm Swedish Rally 2002      | Nedokončil - Motor | Mitsubishi Lancer Evo VI |
| JWRC            | OMV ADAC Rallye Deutschland 2006 | místo              | Suzuki Swift S1600       |